# Одетс, Клиффорд
Клиффорд Одетс (англ. Clifford Odets; 18 июля 1906, Филадельфия — 18 августа 1963, Лос-Анджелес) — американский драматург, сценарист и режиссёр левых взглядов. По его произведениям поставлены фильмы «Золотой мальчик» (1939), «Стычка в ночи» (1952), «Деревенская девушка» (1954), «Большой нож» (1955), «Сладкий запах успеха» (1957) и другие.

## Биография
Родился в семье иммигрантов-евреев, вырос в Бронксе. Бросил учиться, чтобы посвятить свою жизнь театру. В 1931 г. вместе с Ли Страсбергом стоял у истоков труппы Group Theatre, которая пропагандировала в США систему Станиславского. В 1935 г. написал для этой труппы свою самую успешную пьесу «Проснись и пой!», которая до сих пор идёт на Бродвее.
В основу ранних пьес Одетса положены травматические ситуации великой депрессии. Для них характерны прямолинейное, несколько вульгарное толкование марксистского учения («агитпроп») и полные поэтичных метафор диалоги «людей с улицы». Экспозиция и вообще сюжетная составляющая сведены к минимуму. Одетс идеализировал Советское государство, некоторое время (в 1934 году) состоял членом Компартии США.
В конце 1930-х гг. тема великой депрессии, которую разрабатывал драматург, перестала интересовать театры Бродвея. Одетс, который состоял в романтических отношениях с популярными голливудскими актрисами Фрэнсис Фармер и Луизой Райнер, женился на последней и перебрался с восточного побережья в Голливуд в надежде сделать карьеру сценариста. Приспособиться к голливудскому конвейеру удалось не сразу; этот эпизод его биографии лёг к основу фильма «Бартон Финк» (1991).
В разгар маккартизма Одетс дал показания Комитету по расследованию антиамериканской деятельности. Он открестился от связей с коммунистами и назвал несколько имён «красных» в Голливуде, которые, впрочем, уже были известны из показаний Элии Казана.

## Произведения

### Избранные пьесы
- В ожидании Лефти (1935)
- Воспрянь и торжествуй (1935)
- Потерянный рай (1935)
- Я не могу спать (1935) монопьеса
- Сара Бернхард (1936) радиопьеса
- Золотой мальчик (1937)
- Ракета на луну (1938)
- Ночная музыка (1940)
- Стычка в ночи (1941)
- Большой нож (1949)
- Деревенская девушка (1951)
- Цветущий персик (1954)

### Сценарии
- Генерал умер на рассвете (1936)
- Дурная слава (фильм, 1946) (1946)
- Крайний срок на рассвете (1946)
- Сладкий запах успеха (1957)
- История на первой странице (1959)